# Георг Бюхнер (награда)
Наградата „Георг Бюхнер“ (на немски: Georg-Büchner-Preis) е най-престижното литературно отличие в немското езиково пространство.
Наградата е учредена през 1923 г. по време на Ваймарската република за възпоменание на писателя Георг Бюхнер. Присъжда се на творци, които произхождат от родното място на Бюхнер Хесен или са духовно свързани с тази провинция.
През 1951 г. отличието е преобразувано в обща литературна награда, която се присъжда ежегодно от Немската академия за език и литература в Дармщат.
Наградата се дава на писатели, които с творчеството си имат заслуги за немската литература. Паричната премия, която през 1951 г. възлиза на 3000 западногермански марки, в течение на годините редовно се увеличава и от 2003 до 2010 г. възлиза отначало на 40 000 €, а от 2011 г. – на 50 000 €.
Особено значими писатели, удостоени с наградата: Готфрид Бен, Ерих Кестнер, Макс Фриш, Паул Целан, Ханс Магнус Енценсбергер, Ингеборг Бахман, Гюнтер Грас, Хайнрих Бьол, Томас Бернхард, Елиас Канети, Петер Хандке, Райнер Кунце, Мартин Валзер, Петер Вайс, Хайнер Мюлер, Фридрих Дюренмат, Сара Кирш, Елфриде Йелинек, Фридерике Майрьокер.

## Носители на наградата след 1950 г.
- Елизабет Ланггесер (1950) (посмъртно)
- Готфрид Бен (1951)
- Ернст Кройдер (1953)
- Мартин Кесел (1954)
- Мари Луизе Кашниц (1955)
- Карл Кролов (1956)
- Ерих Кестнер (1957)
- Макс Фриш (1958)
- Гюнтер Айх (1959)
- Паул Целан (1960)
- Ханс Ерих Носак (1961)
- Волфганг Кьопен (1962)
- Ханс Магнус Енценсбергер (1963)
- Ингеборг Бахман (1964)
- Гюнтер Грас (1965)
- Волфганг Хилдесхаймер (1966)
- Хайнрих Бьол (1967)
- Голо Ман (1968)
- Хелмут Хайсенбютел (1969)
- Томас Бернхард (1970)
- Уве Йонзон (1971)
- Елиас Канети (1972)
- Петер Хандке (1973)
- Херман Кестен (1974)
- Манес Шпербер (1975)
- Хайнц Пионтек (1976)
- Райнер Кунце (1977)
- Херман Ленц (1978)
- Ернст Майстер (1979) (посмъртно)
- Криста Волф (1980)
- Мартин Валзер (1981)
- Петер Вайс (1982) (посмъртно)
- Волфдитрих Шнуре (1983)
- Ернст Яндл (1984)
- Хайнер Мюлер (1985)
- Фридрих Дюренмат (1986)
- Ерих Фрид (1987)
- Алберт Драх (1988)
- Бото Щраус (1989)
- Танкред Дорст (1990)
- Волф Бирман (1991)
- Джордж Табори (1992)
- Петер Рюмкорф (1993)
- Адолф Мушг (1994)
- Дурс Грюнбайн (1995)
- Сара Кирш (1996)
- Ханс Карл Артман (1997)
- Елфриде Йелинек (1998)
- Арнолд Щадлер (1999)
- Фолкер Браун (2000)
- Фридерике Майрьокер (2001)
- Волфганг Хилбиг (2002)
- Александер Клуге (2003)
- Вилхелм Генацино (2004)
- Бригите Кронауер (2005)
- Оскар Пастиор (2006) (посмъртно)
- Мартин Мозебах (2007)
- Йозеф Винклер (2008)
- Валтер Капахер (2009)
- Райнхард Иргл (2010)
- Фридрих Кристиан Делиус (2011)
- Фелицитас Хопе (2012)
- Сибиле Левичаров (2013)
- Юрген Бекер (2014)
- Райналд Гьоц (2015)
- Марсел Байер (2016)
- Ян Вагнер (2017)
- Терезия Мора (2018)
- Лукас Берфус (2019)
- Елке Ерб (2020)